# Orthione
Orthione is een geslacht van isopoda-parasieten in de familie Bopyridae, en bevat de volgende soorten:
- Orthione furcata Richardson, 1904
- Orthione griffenis Markham, 2004
- Orthione mesoamericana Markham, 2004